# رفعة الجادرجي
رفعة الجادرجي (6 ديسمبر 1926 - 10 أبريل 2020)، مهندس معماري وفنان تشكيلي عراقي ولد في مدينة بغداد، وحصل على جائزة آغاخان للعمارة في عام 1986، وجائزة تميّز للإنجاز المعماري مدى الحياة عام 2015، ومُنح الدكتوراه الفخرية من جامعة كوفنتري البريطانية في نفس العام. ودرس الفلسفة في جامعة هارفارد.
غالبًا ما يشار إليه على أنه «عراب العمارة العراقية الحديثة»، حيث صمم أكثر من 100 مبنى في جميع أنحاء البلاد. ووصفته الباحثة الفرنسية في فن العمارة الحديثة في العراق سيسيليا بييري بأنه «كان أحد عمالقة العراق في القرن العشرين». وهو عضو فخري مُنتخب في الجمعية الملكية البريطانية للمعماريين منذ 1982.

## النشأة ونهجه المعماري
ولد الجادرجي في بغداد عام 1926 لعائلة ذات نفوذ يسارية التوجه. لعب والده الصحفي والسياسي والوزير كامل الجادرجي، دورًا مركزيًا في الحياة السياسية العراقية كمؤسس للحزب الوطني الديمقراطي عام 1946 ثم رئيسًا للحزب. وأشقاؤه هم نصير الجادرجي وباسل ويقظان وأمينة. أمّا جده الذي يحمل الاسم نفسه (رفعت) فقد كان رئيس بلدية بغداد أواخر العهد العثماني.
درس الجادرجي ليصبح مهندسا معماريا. في عام 1952، بعد أن أكمل تدريبه وتخرج، عاد إلى بغداد وبدأ العمل على ما أسماه «تجاربه المعمارية». تعد الهندسة المعمارية لرفعة الجادرجي مستوحاة من خصائص العمارة العراقية الإقليمية، والذكاء المتأصل فيها، ولكن في الوقت نفسه أراد الجاردجي التوفيق بين التقاليد والاحتياجات الاجتماعية المعاصرة. شرح الجادرجي فلسفته تلك في مقابلة:
منذ بداية عملي، اعتقدت أنه من الضروري، عاجلاً أم آجلاً، أن يخلق العراق لنفسه معمارية ذات طابع إقليمي ولكن في نفس الوقت حديثة، وهي جزء من الأسلوب الطليعي الدولي الحالي.
في سياق العمارة، أطلق الجادرجي على هذا النهج لقب النهج «الإقليمي الدولي». كان نهج الجادرجي متسقًا تمامًا مع أهداف مجموعة بغداد الحديثة، التي تأسست عام 1951، والتي كان أحد أعضائها الأوائل. سعت هذه المجموعة الفنية إلى الجمع بين التراث العراقي القديم والفن والعمارة الحديثة، من أجل تطوير جمالية عراقية، لم تكن فريدة من نوعها في العراق فحسب، بل أثرت أيضًا في تطوير لغة بصرية عربية.
كان رفعة أحد الشركاء في مكتب الاستشاري العراقي في بغداد. وأكمل شهادة البكالوريوس في العمارة من جامعة هامرسميث عام 1954. ومن أعمالهِ مبنى الاتحاد العام للصناعات، ومبنى نقابة العمال، ومبنى البدالة الرئيسية في السنك، ومبنى البرلمان العراقي. ولهُ أعمال فنية أخرى فهو المصمم للقاعدة التي علق عليها الفنان جواد سليم نصب الحرية في ساحة التحرير ببغداد كما أنه صمم نصب الجندي المجهول الأول في عقد الستينات من القرن العشرين في ساحة الفردوس. وصمم أيضا العلم العراقي الأزرق المثير للجدل والذي لم يعتمد.
تأثرت أعمال رفعت المعمارية بحركة الحداثة في العمارة ولكنها كانت ذات طابع محلي. معظم واجهات المباني التي صممها مغلفة بالطابوق الطيني العراقي وعليها أشكال تجريدية تشبه الشناشيل وغيرها من العناصر التقليدية ولكن بتكنولوجيا بناء حديثة.
وصل رفعة الجادرجي بالعمارة التقليدية «التحدارية» كما يطلق عليها إلى المستوى الشكلي التجريدي، فأصبح ينظر إليها كمنحوتة فنية لها خصائص تقليدية مجردة حسب مفهومه، لكنه لم يتعامل مع الفراغ المعماري بتلك النظرة التحدارية أو بتلك الخلفية التقليدية، فعندما نشاهد مساقطه الأفقية نجد أنها في كثير من الأحيان تكون مساقط أفقيه مستوحات من الحداثة.

## مسيرته

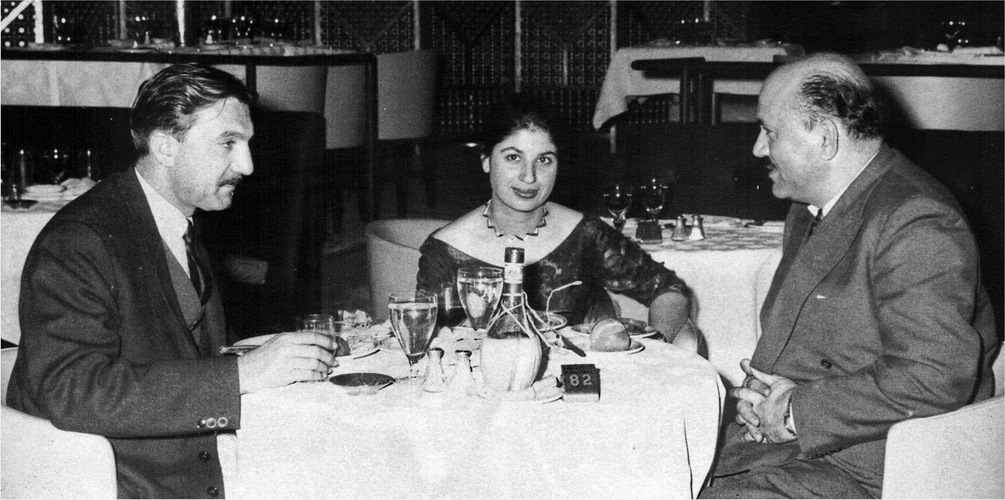
رفعت الجادرجي (يسار) وزوجته بلقيس شرارة في الوسط ومحمد مكية (يمين) في الستينات

كانت أعمال الجادرجي الأولى مرتبطة بالخطاب الذي تبناه أعضاء مجموعة بغداد للفن الحديث وممثلة له، بما في ذلك النحاتان جواد سليم ومحمد غني حكمت والفنان المثقف شاكر حسن آل سعيد. اعتمدت تصاميمه على تجريد مفاهيم وعناصر المباني التقليدية وإعادة بنائها بأشكال معاصرة. ومع ذلك، أشار منتقدو الجادرجي إلى أنه على الرغم من تعاطف الجادرجي مع أهداف الجماعة، إلا أنه كان حداثياً في جوهره.
كانت أعمال الجادرجي الأولى في المقام الأول تختص بترميم وإعادة بناء المباني القديمة. في عام 1959، كلّف ببناء نصب تذكاري عام بارز، وهو نصب الجندي المجهول بالكرخ، الذي دمرته فيما بعد حكومة صدام حسين البعثية، واستبدل بتمثال لصدام نفسه. وكان يشير نصب الجادرجي، الذي يقع في موقع مركزي في ساحة الفردوس ببغداد، إلى التقاليد العراقية، ويستلهم من النصب القوسي المماثل بالقصر الساساني ، بطسيفون. وصف النصب بأنه عبر عن بنية بسيطة ورمزية وحديثة، وتكشف الرسومات التخطيطية للتصميم (والموجودة في معهد الفنون الجميلة في بغداد) عن مصدر إلهام التصميم، والذي يشبه أمًا تنحني لالتقاط طفلها الشهيد.
استمر الجادرجي في استخدام الزخارف العراقية القديمة في تصاميم بنائه. وتستلهم أعماله، مثل مبنى حسين جميل (1953)، ومستودع التبغ (1965)، سكن رفيق (1965) وبناية البريد المركزي (1975)، من الممارسات العراقية التقليدية لضبط درجة الحرارة من خلال التهوية الطبيعية، والساحات، وعكس الضوء. كما استخدم اللغة المعمارية المتمثلة في الأقواس والأرصفة المتجانسة التي تذكر الزوار بتاريخ العمارة العراقية القديمة. على الرغم من أن تصميماته غالبًا ما تستخدم عناصر محلية، إلا أنه غالبًا ما كان يدمجها في أشكال جديدة. في بعض الأحيان، اعتمد على التصميمات الخارجية التقليدية، لكنه صمم الديكورات الداخلية بصيغة أوروبية.
عمل الجادرجي في منصب رئاسة قسم المباني، في مديرية الأوقاف العامة ثم مديرا عاما في وزارة التخطيط في أواخر الخمسينيات، ورئيسا لهيئة التخطيط في وزارة الإسكان، وساعده ذلك في تطوير اهتماماته الهندسية.
في عام 1978، حكم على الجادرجي بالسجن مدى الحياة بتهم لا أساس لها خلال رئاسة أحمد حسن البكر. ومع ذلك، بعد أن أمضى قرابة عامين في سجن أبو غريب، أطلق سراحه عندما تولى صدام حسين السلطة. أراد صدام أن يشرف أفضل مهندس معماري في العراق على الاستعدادات لعقد مؤتمر عدم الانحياز في بغداد عام 1983 وللمساعدة في الخطط العامة لـ«منح بغداد عملية تجميل». أصبح الجادرجي مستشار الحسين المعماري لتخطيط مدينة بغداد للفترة 1982-1983. أثناء سجنه، كتب كتابًا عن العمارة، بعنوان الأخيضر والقصر البلوري، مستخدمًا عناصر هربتها زوجته إليه في سجن أبو غريب. وصف الكتاب بأنه «عمل أساسي ومهم» في موضوع العمارة العراقية.
في الثمانينيات، أصبح الجادرجي مستشارًا لرئيس البلدية، وهو الدور الذي جعله يشرف على جميع مشاريع إعادة الإعمار في بغداد. غادر العراق عام 1983 لتولي منصب أكاديمي في جامعة هارفارد. بعد بضع سنوات، ولدى عودته إلى بغداد، أحزنه التدهور الذي أصاب المدينة. وقال حينها «لا أصدق ما الذي جرى. لقد تحول كل شيء إلى خراب تقريبا، لقد تعرض العراق لغزوات ولم يستقر منذ فترات طويلة وهذا ما ينعكس باستمرار على التفاصيل الحياتية والعمرانية». عندما عاد إلى العراق في عام 2009، خيبت البلاد آماله بشكل كبير. وتضيف شرارة: «ذهبنا لمدة 10 أيام.» زرنا أربيل وبغداد، لكن الرحلة كلها أحزنته - مجرد رؤية ما حدث للعراق، وما أصبح عليه شارع الرشيد في بغداد، كان كافياً لإعادتنا إلى لندن. قرر هو وزوجته مغادرة العراق بشكل دائم واستقرا في لندن والتي أقام فيها بقية حياته، وبها توفي.
جنبا إلى جنب مع والده، قام الجادرجي بتوثيق معظم أجزاء بغداد الأبرز وكذلك العراق وسوريا بشكل عام من خلال الصور، إذ كانا يخشيان أن تضيع الهندسة المعمارية والآثار الإقليمية بسبب التنمية الجديدة المرتبطة بطفرة النفط. في عام 1995 نشر كتابا يضم صور والده الثمينة. أتاح له منصب والده كسياسي الوصول إلى العديد من الأشخاص والأماكن التي ربما كانت صعبة الوصول على المصورين الآخرين.
فاز كتابه المعنون «في سببية وجدلية العمارة» بجائزة الشيخ زايد للكتاب، وذكرت صفحة الجائزة أن سبب فوزه كان «لأنه يجمع بين حس الفنان وتأمَّل المفكِّر، ويقدِّم فيه منظوراً جديداً لمحددات فن العمارة بين الحاجات النفعية والرمزية والجمالية على المستويات الجماعية والفردية، ممّا يؤدي لتغليب الجانب الوظيفي تارة وتطعيم العمارة بالعناصر التراثية تارة أخرى، ليخلص إلى بلورة رؤية جدلية للمعاصرة مشبعة بالقيم الجمالية ومنخرطة في الكونية في آن واحد».

## أعماله

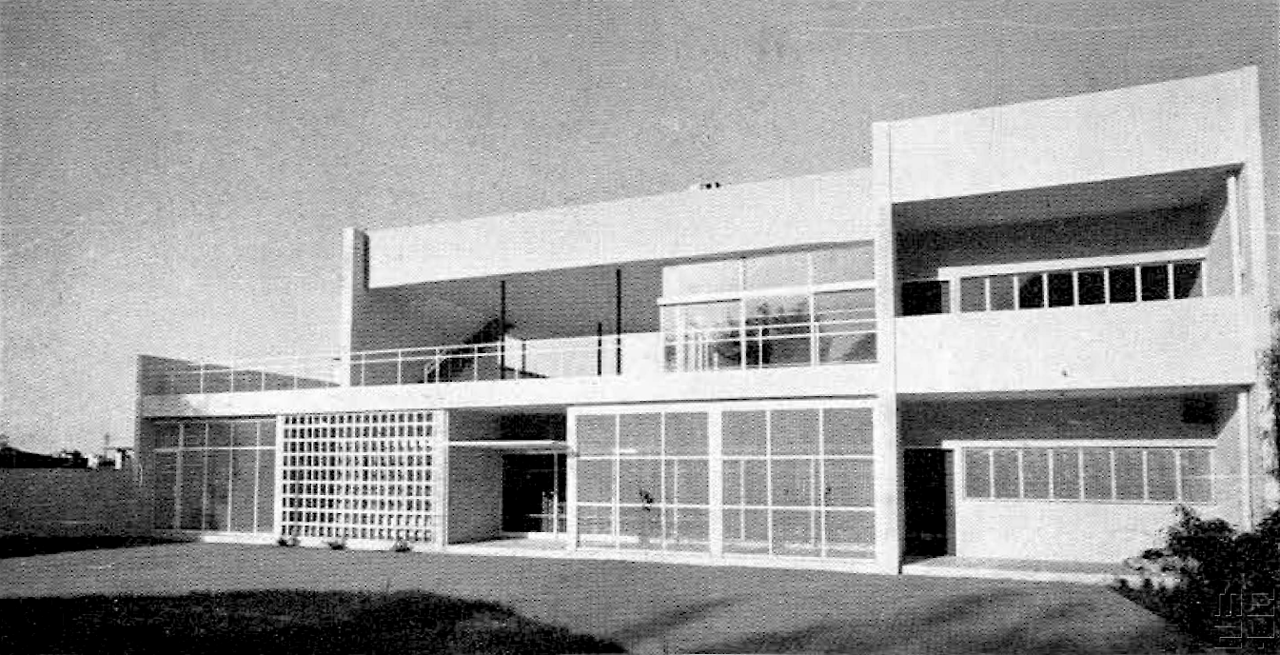
منزل حسين جميل في بغداد، تصميم رفعة الجادرجي سنة 1953.

على الرغم من أن الجادرجي صمم العديد من المساكن، إلا أنه اشتهر بأعماله العامة، بما في ذلك مباني ومقرات المؤسسات والمعالم البارزة. تمت إزالة نصبه التذكاري للجندي المجهول (1959)، الذي يوصف بأنه هيكل بسيط ورمزي وحديث، من ساحة الفردوس لإفساح المجال لتمثال صدام حسين في أوائل الثمانينيات. تم إسقاط التمثال البديل بدوره في 9 أبريل 2003 على مرأى من العالم، حيث صوّرت وسائل الإعلام العالمية الدمار.
| التصميم                                                                   | الموقع | دولة   |
| مبنى البريد المركزي (1975)                                                | بغداد  | العراق |
| دارة هديب الحاج حمود (1972)                                               | بغداد  | العراق |
| شركة التأمين الوطنية                                                      | الموصل | العراق |
| مكاتب ومستودعات التبغ (1965)                                              | بغداد  | العراق |
| النصب التذكاري للجندي المجهول (تم تشييده عام 1959، وتم استبداله عام 1983) | بغداد  | العراق |
| دارة يعسوب رفيق (1965)                                                    | بغداد  | العراق |

ومن أعماله البارزة الأخرى:
- قاعدة نصب الحرية[20]
- مبنى اتحاد الصناعات الوطنية (1966)
- مبنى المجمع العلمي العراقي (1966)[48]
- مبنى مجلس الوزراء (1975)
- مصرف الرافدين (1969)[49]

### من مؤلفاته
للجادرجي العديد من الكتب والمقالات حول العمارة ومعظم مؤلفاتهِ في التنظير المعماري، ومنها:
- شارع طه وهامر سيمث.[50]
- جدار بين ظلمتين.[51] (بالاشتراك مع زوجته)[52]
- صفة الجمال في وعي الإنسان: سوسيولوجية الاستطيقية، مركز دراسات الوحدة العربية.[53]
- صورة أب، مؤسسة الأبحاث العربية، 1985.[54]
- مذكرات كامل الجادرجي: وتاريخ الحزب الوطني الديمقراطي، المقدمة بقلم رفعة الجادرجي، منشورات الجمل.[55]
- ملف 12 لرسوم معمارية
- ملف 8 لتصاوير كامل الجادرجي
- جدوى رصيد السلف في تكوين المعاش المعاصر. المستقبل العربي. مج. 18، ع. 196 (حزيران 1995)، ص ص. 48-61[56]
- الحداثة وما بعد الحداثة.[57]
- التقانة الاجتماعية وبيئة الحرب، المستقبل العربي. مج. 20، ع. 229 (آذار 1998)، ص ص. 16-29[58]
- الهوية والخصوصية في الفن والعمارة، مركز دراسات الوحدة العربية، بيروت، 2013.[59]
- مفاهيم ومؤثرات –  نحو هندسة معمارية إقليمية
- التراث ضرورة عند تطوير المعمار العربي، المستقبل العربي. مج. 3، ع. 25 (آذار 1981)، ص ص. 20-29[60]
- الدراسة الاقتصادية لخزنة الحبوب في العراق، المؤسسة العامة للحبوب، بغداد، 1971.[61]
- تنشيئة النظام الديمقراطي وإحباطه في العراق.[62]
- الأخيضر والقصر البلوري – نشوء النظرية الجدلية في العمارة – 1991[63]
- التصوير الفوتوغرافي لكامل الجادرجي – 1991.[64]
- حوار في بنيوية الفن والعمارة – 1995.[65]
- المسؤولية الاجتماعية لدور المعمار  أو المعمار المسؤول - 1999
- مقام الجلوس في بيت عارف آغا - 2001.[66]
- مقدمة إلى التصميم الحضري والهندسة المعمارية في لبنان – 2004.
- في حق ممارسة السياسة والديمقراطية (2004).[67][68]
- في سببية وجدلية العمارة – 2006  (جائزة الشيخ زايد للكتاب عام 2008).[69]
- التجديد في نهج تصميم المساجد الأثرية – 1984.
- دور المعمار في حضارة الإنسان، مركز دراسات الوحدة العربية، 2014.[70]

## الجوائز
- 1964: ميدالية برونزية في تصميم الأثاث ببرشلونة[71]
- 1986: جائزة آغا خان للعمارة[72][73]
- 2008: جائزة الشيخ زايد للكتاب[74]
- 2015: الدكتوراه الفخرية من جامعة كوفنتري[75]
- 2015: جائزة تميز للإنجاز المعماري مدى الحياة[76]

## إرثه
في عام 2017، تم إنشاء جائزة رفعة الجادرجي لتكريم المهندسين المعماريين المحليين الذين يشاركون في إعادة بناء أجزاء مدمرة من العراق. تمنح الجائزة تحت مظلة جوائز تميز.
في نفس العام، تبرع أيضًا بأرشيفه المعماري وأرشيف الصور الفوتوغرافية لوالده كامل الجادرجي إلى مركز التوثيق التابع لمكتبات معهد ماساتشوستس للتكنولوجيا.

## الحياة الشخصية
في عام 1954، تزوج من الناشطة الشيوعية بلقيس شرارة، وهي من مواليد مدينة النجف عام 1933، والحاصلة على بكالوريوس في الأدب الإنجليزي من جامعة بغداد عام 1956. ولم ينجبا أطفالًا لرفضهما فكرة إنجاب الأطفال وقال: «أنا وزوجتي قرّرنا ألا ننجب أطفالاً؛ لأن البشر يخرّبون الأرض». وتحدث الجادرجي في حديث مع ريكاردو كرم عن إلحاده. بعد دراسة الفلسفة مع زوجته بلقيس شرارة، توصل إلى فهم أن «الأديان نشأت من السحر». قال إنه يحترم الأديان كافة مع ذلك، وطلب بعد وفاته ألا يصلى عليه، وأن يحرق جسده.
تقاعد الجادرجي من الهندسة المعمارية في عام 1982 وبعد ذلك كرس وقته للبحث والكتابة. توفي الجادرجي بسبب إصابته بمرض فيروس كورونا في لندن يوم الجمعة الموافق 10 نيسان 2020 عن عمرٍ يُناهز 93 سنة. ونعاه رئيس الجمهورية العراقي برهم صالح ورئيس الوزراء المكلف مصطفى الكاظمي.